# Perkala
Perkala är en ö i Finland. Den ligger i Iniö i kommunen Pargas i den ekonomiska regionen  Åboland i landskapet Egentliga Finland, i den sydvästra delen av landet. Ön ligger omkring 43 kilometer väster om Åbo och omkring 190 kilometer väster om Helsingfors.
Öns area är 2,22 kvadratkilometer och dess största längd är 3,5 kilometer i nord-sydlig riktning. Ön höjer sig omkring 30 meter över havsytan.

## Sammansmälta delöar
- Perkala 60°22′38″N 21°28′50″Ö / 60.37711°N 21.48058°Ö
- Gropskär 60°22′57″N 21°28′17″Ö / 60.3826°N 21.47147°Ö
- Tommosholm 60°21′46″N 21°28′27″Ö / 60.36267°N 21.47412°Ö
- Sellholm 60°23′02″N 21°29′29″Ö / 60.38395°N 21.49141°Ö
- Minnen 60°22′09″N 21°28′57″Ö / 60.36922°N 21.48256°Ö
- Kohamns ören 60°23′08″N 21°28′02″Ö / 60.38561°N 21.46721°Ö
- Hästören 60°22′31″N 21°28′28″Ö / 60.37521°N 21.47453°Ö
- Ramsnäs 60°22′17″N 21°29′42″Ö / 60.37139°N 21.495°Ö

## Klimat
Inlandsklimat råder i trakten. Årsmedeltemperaturen i trakten är 6 °C. Den varmaste månaden är augusti, då medeltemperaturen är 17 °C, och den kallaste är januari, med −5 °C.